# Trigliceridi

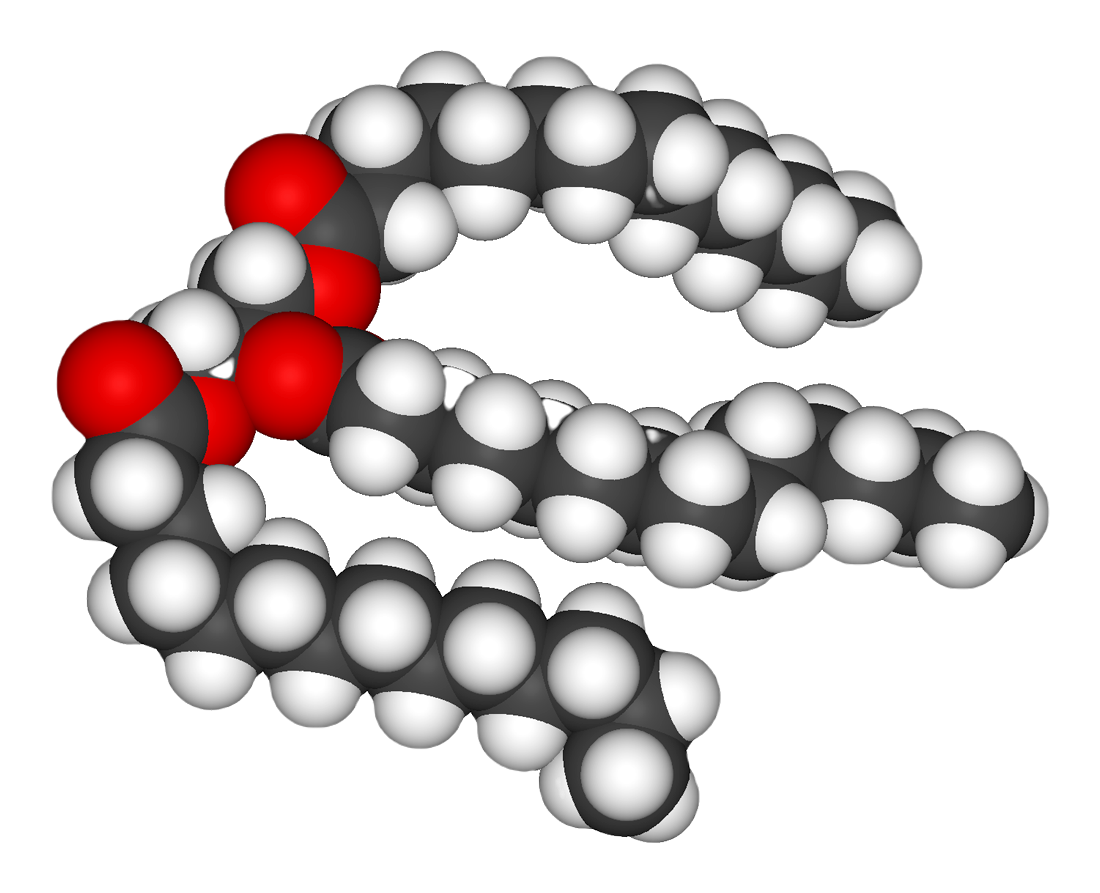
Modello 3D di un trigliceride

I trigliceridi, detti anche triacilgliceroli o grassi neutri, composti chimici di formula generale CH2OCOR-CHOCOR'-CH2-OCOR", dove R, R', e R" sono lunghe catene alchiliche.

## Caratteristiche strutturali e fisiche

Esempio di un trigliceride insaturo. Parte sinistra: glicerolo, parte destra dall'alto al basso: acido palmitico, acido oleico, acido α-linolenico, formula chimica: C_{55}H_{98}O_{6}

Strutturalmente si formano quando tutti e tre i gruppi alcolici del glicerolo sono esterificati con tre molecole di acidi grassi. I tre acidi grassi RCOOH, R'COOH e R"COOH possono essere tutti diversi, tutti uguali o solo due uguali. Poiché i gruppi ossidrilici polari del glicerolo e i gruppi carbossilici polari degli acidi grassi sono uniti dal legame esterico, i trigliceridi sono molecole non polari, idrofobiche ed essenzialmente insolubili in acqua.

## Reattività e caratteristiche chimiche
Gli atomi di carbonio dei trigliceridi sono più ridotti rispetto a quelli presenti negli zuccheri e la loro ossidazione rende una quantità di energia due volte superiore di quella liberata da una pari quantità di carboidrati. Circa il 95% dell'energia ricavabile dai trigliceridi risiede nelle catene di acidi grassi e solo il 5% nel glicerolo.

### Idrogenazione
La maggior parte degli oli contiene percentuali elevate di acidi grassi insaturi che sono responsabili del punto di fusione più basso rispetto ai grassi, tant'é vero che l'idrogenazione di un olio produce un grasso solido. Di seguito un esempio di questa reazione:
{\displaystyle {\ce {trigliceride (l) ->[{H2 (alta pressione)}][{Ni}] triesterato di glicerile (s)}}}
Questo tipo di reazione è alla base della produzione di comuni grassi da cucina. Non si effettua un'idrogenazione completa poiché i trigliceridi completamente saturi risultano duri e friabili.

### Saponificazione
La saponificazione, ovvero l'idrolisi alcalina dei trigliceridi, produce glicerolo e una miscela di sali alcalini degli acidi carbossilici a catena lunga:
trigliceride + 3NaOH -> glicerolo + sali di sodio di acidi carbossilici superiori (saponi)
I grassi e gli oli vengono fatti bollire in una soluzione acquosa di idrossido di sodio finché l'idrolisi non è completa. L'aggiunta di cloruro di sodio alla miscela provoca la precipitazione del sapone. Una volta separato il sapone, si isola la glicerina dalla fase acquosa per distillazione, mentre il sapone grezzo viene purificato mediante una serie di dissoluzioni e riprecipitazioni.
Se si desidera un sapone da bagno si aggiungono alla massa profumi e aromi, mentre se si desidera un sapone abrasivo si aggiungono sabbia, carbonato di sodio e altri additivi. Se si vuole commercializzare un sapone che galleggi sull'acqua si deve insufflare dell'aria nella massa, mentre se si desidera un sapone molle si sostituisce alla ione sodio lo ione potassio.

### Reazioni del gruppo carbossilico degli acidi grassi
Com'è prevedibile, gli acidi grassi mostrano le reazioni caratteristiche degli acidi carbossilici:
- reazione con LiAlH4 per formare alcoli
- reazione con gli alcoli in presenza di acidi minerali per formare esteri
- reazione con il cloruro di tionile per formare i cloruri degli acidi

### Reazioni della catena degli acidi grassi
Gli acidi grassi si comportano in modo analogo agli acidi carbossilici inferiori nella reazione di Hell-Volhard-Zelinski. Vengono alogenati in modo specifico in posizione α per trattamento con bromo o cloro in presenza di fosforo.

### Reazioni della catena alchenica degli acidi grassi insaturi
I doppi legami presenti nelle catene idrocarburiche degli acidi grassi mostrano le reazioni di addizione caratteristiche degli alcheni:
{\displaystyle {\ce {CH3(CH2)nCH=CH(CH2)mCOOH ->[{H2}][{Ni}] CH3(CH2)CH2-CH2(CH2)mCOOH}}}
{\displaystyle {\ce {CH3(CH2)nCH=CH(CH2)mCOOH ->[{Br2}][{CCl4}] CH3(CH2)nCHBr-CHBr(CH2)mCOOH}}}
{\displaystyle {\ce {CH3(CH2)nCH=CH(CH2)mCOOH ->[{H2CO3}] [{H3O+}]CH3(CH2)nCHOH-CHOH(CH2)mCOOH -> CH3(CH2)nCHO + CH3(CH2)mCHO}}}
{\displaystyle {\ce {CH3(CH2)nCH=CH(CH2)mCOOH ->[{OsO4}] CH3(CH2)nCHOH-CHOH(CH2)mCOOH}}}
{\displaystyle {\ce {CH3(CH2)nCH=CH(CH2)mCOOH ->[{HBr}] CH3(CH2)nCHOH-CHOH(CH2)mCOOH}}}
Tali reazioni vengono spesso utilizzate per determinare la posizione del doppio legame

## Abbondanza e disponibilità
Nella maggior parte delle cellule eucariotiche, i trigliceridi costituiscono una fase separata sotto forma di microscopiche gocce oleose, presenti nel citosol acquoso o servono da depositi di sostanze energetiche. Nei vertebrati, alcune cellule specializzate chiamate adipociti, conservano grandi quantità di trigliceridi sotto forma di gocce di grasso che riempiono quasi completamente la cellula. In alcuni animali (es. foche, pinguini, trichechi, orsi polari) conservano questi composti sotto la pelle e li utilizzano come isolanti contro le basse temperature.
I trigliceridi vengono conservati anche nei semi di alcuni tipi di piante e rappresentano il rifornimento di energia e di precursori necessari alla germinazione.
La maggior parte dei grassi naturali, come quelli presenti negli oli vegetali, nei latticini e nel grasso animale, è costituita da miscele complesse di trigliceridi. Gli oli vegetali come l'olio d'oliva e di mais sono composti da trigliceridi con acidi grassi insaturi e quindi risultano liquidi a temperatura ambiente, ma possono essere convertiti industrialmente in grassi solidi mediante idrogenazione catalitica che riduce alcuni dei doppi legami a legami singoli.
Comunemente la lunghezza delle catene di acidi grassi va dai 5 ai 28 atomi di carbonio, con catene da 17 e 19 estremamente comuni. Catene più corte possono essere rilevate in alcune sostanze (acido butirrico nel burro). Gli acidi grassi naturali nelle piante e negli animali sono prevalentemente composte solo da numeri pari di atomi di carbonio. I batteri tuttavia possiedono la capacità di sintetizzare catene con numeri dispari e ramificati di acidi grassi. Di conseguenza, i lipidi dei ruminanti contengono proporzioni significative di catene ramificate di acidi grassi con numeri di carbonio dispari, a causa dell'azione dei batteri nel rumine.
| Prodotto      | Stato a temperatura ambiente | grassi saturi C4-C12 | grassi saturi C14 | grassi saturi C16 | grassi saturi C18 | grassi insaturi C16 + C18 |
| ------------- | ---------------------------- | -------------------- | ----------------- | ----------------- | ----------------- | ------------------------- |
| Olio di oliva | Liquido                      | < 2%                 | < 2%              | 13%               | 3%                | 80%                       |
| Burro         | Solido (morbido)             | 11%                  | 10%               | 26%               | 11%               | 40%                       |
| Grasso di bue | Solido (duro)                | < 2%                 | < 2%              | 29%               | 21%               | 46%                       |

## Ruolo biologico

### Sintesi
Il processo di biosintesi dei trigliceridi è stato scoperto a metà degli anni '90 quando venne scoperto un enzima nel fegato dei polli in grado di catalizzare la sintesi di trigliceridi seguendo la reazione:
α,β-digliceride + RCO-S-CoA -> trigliceride + CoASH
Esistono tre vie metaboliche principali per la sintesi dei trigliceridi che includono la via del sn-glicerolo-3-fosfato e diidrossiacetone fosfato, prevalenti nel fegato e nel tessuto adiposo, e una quarta via che include il monoacilglicerolo, nell'intestino. Nei semi vegetali germinati e alcuni tessuti animali è presente anche un'altra via metabolica che coinvolge la diacilglicerolo-sterolo O-aciltransferasi.

### Metabolismo

#### Animali
I trigliceridi forniscono più della metà dell'energia consumata da alcuni organi, in particolare il fegato, il cuore e il muscolo scheletrico a riposo. Sono virtualmente l'unica fonte di energia degli animali in letargo e degli uccelli durante le migrazioni. Prima che possano essere assorbiti attraverso la parete intestinale, i trigliceridi devono essere convertiti da particelle macroscopiche di grasso insolubile in micelle microscopiche finemente disperse. I sali biliari, come l'acido taurocolico, agiscono come detergenti biologici convertendo i grassi assunti con la dieta in micelle. La formazione di queste micelle aumenta fortemente la frazione di lipidi accessibile all'azione delle lipasi che convertono i trigliceridi in monoacilgliceroli, diacilgliceroli, acidi grassi liberi e glicerolo.
Questi composti  si diffondono nella mucosa intestinale dove vengono riconvertiti in trigliceridi e colesterolo per poi legarsi a specifiche proteine formando aggregati lipoproteici detti chilomicroni. Queste particelle vengono trasferite dalla mucosa intestinale al sistema linfatico da cui entrano nel sangue e sono trasportate ai muscoli e al tessuto adiposo. Nei capillari di questi tessuti, l'enzima extracellulare lipoproteina lipasi, idrolizza i trigliceridi dei chilomicroni ad acidi grassi e glicerolo che entrano nelle cellule del tessuto bersaglio. Nel muscolo vengono ossidati per ricavare energia, mentre nel tessuto adiposo vengono riesterificati.
Quando gli ormoni segnalano una carenza di energia metabolica, i trigliceridi conservati nel tessuto adiposo vengono mobilizzati e trasportati ai tessuti  in cui possono essere ossidati per la produzione di energia. Quando l'adrenalina e il glucagone vengono secreti in risposta ad una bassa concentrazione di glucosio nel sangue, attivano l'adenilato chinasi della membrana plasmatica degli adipociti. La proteina chinasi cAMP-dipendente viene attivata dall'aumento di cAMP e fosforila la triacilglicerolo lipasi ormone sensibile che catalizza l'idrolisi dei legami esterici dei trigliceridi.
Gli acidi grassi liberati si diffondono fuori dall'adipocita nel sangue dove si legano all'albumina e vengono trasportati ai tessuti come quello muscolare, cardiaco e della corteccia surrenale. Qui gli acidi grassi si dissociano all'albumina e si diffondono nel citosol della cellula. Il glicerolo rilasciato dall'azione della lipasi viene fosforilato dalla glicerolo chinasi e il glicerolo-3-fosfato prodotto viene ossidato a diidrossiacetone fosfato. La triosio fosfato isomerasi converte questo composto in gliceraldeide-3-fosfato che è ossidato nella via glicolitica.

#### Vegetali
Nelle piante i trigliceridi sono convertiti in glucosio mediante l'azione combinata della β ossdazione, del ciclo del gliossilato e della gluconeogenesi. L'idrolisi dei trigliceridi di deposito produce anche glicerolo-3-fosfato che può entrare nella gluconeogenesi dopo essere stato ossidato a diidrossiacetone fosfato. Gli acidi grassi sono ossidati ad acetil-CoA nei gliossisomi da isoenzimi della β ossdazione e attraverso il ciclo del gliossilato l'acetil-CoA viene invece convertito in succinato che si trasferisce nella matrice mitocondriale dove diventa ossalacetato nelle reazioni del ciclo dell'acido citrico.
L'ossalacetato, una volta uscito dal citosol, viene trasformato in fruttosio-6-fosfato, precursore diretto del saccarosio. Per la formazione di fruttosio-6-fosfato o di saccarosio da riserve lipidiche è necessario integrare tre sequenze di reazioni che avvengono in compartimenti diversi. Circa il 75% degli atomi di carbonio presenti nelle riserve lipidiche dei semi sono convertiti con questi processi in carboidrati e il rimanente 25% è perso sotto forma di CO2 nella formazione del fosfoenolpiruvato da ossalacetato.

### Trigliceridi nel sangue
Nel sangue i trigliceridi non debbono superare i 150 mg/dl. Quantità più alte potrebbero causare malattie cardiovascolari. L'esame, in genere, è effettuato insieme a quello della colesterolemia totale, LDL e HDL Viene eseguito su un campione di sangue prelevato da una vena del braccio. È necessario sottoporsi al prelievo di sangue a digiuno da almeno 12 ore, dopo un pasto leggero, infatti se l’apporto di calorie è elevato anche il livello di trigliceridi aumenta (è permesso bere l’acqua). Inoltre, non dovrebbero essere consumati alcolici nelle 24 ore precedenti l’esame e non si dovrebbe fumare né svolgere attività fisica nelle due ore precedenti il prelievo.

## Applicazioni
Vengono utilizzati tra l'altro:
- come integratori energetici in caso di malassorbimento lipidico, insufficienza epatica e altre condizioni derivanti da malnutrizione[8][9][10]
- nella dieta chetogenica come sostituto dei carboidrati in bambini affetti da epilessia[11]
- come fonte di grassi nelle diete ricche di proteine che seguono i pazienti affetti da sindrome metabolica[12][13]
- integratore alimentare per pazienti affetti da demenza e Alzheimer[14]
- integratore alimentare per pazienti affetti da disordini ossidativi degli acidi grassi come la cardiomiopatia[15]
- materie prime per la produzione di biodiesel[16][17]
- nella produzione di vernici[18]
- nella produzione di saponi[3]
- nella produzione di resine[19]
- nei prodotti cosmetici[20]
- nei lubrificanti[21]
- nei biopolimeri[22]